# Timo Sinervo
Pour les articles homonymes, voir Sinervo.
Timo Sinervo (né le 5 août 1975) est un athlète finlandais, spécialiste du lancer du disque. 

## Biographie

### Palmarès
| Date | Compétition                   | Lieu            | Résultat | Performance |
| ---- | ----------------------------- | --------------- | -------- | ----------- |
| 1993 | Championnats d'Europe juniors | Saint-Sébastien | 2e       | 54,30 m     |
| 1994 | Championnats du monde juniors | Lisbonne        | 3e       | 56,76 m     |
| 1997 | Championnats d'Europe espoirs | Turku           | 2e       | 57,20 m     |

### Records
| Épreuve          | Performance | Lieu | Date        |
| ---------------- | ----------- | ---- | ----------- |
| Lancer du disque | 63,28 m     | Oulu | 4 août 2001 |